# 33451 Michaelarney
33451 Michaelarney è un asteroide della fascia principale. Scoperto nel 1999, presenta un'orbita caratterizzata da un semiasse maggiore pari a 2,4121573 UA e da un'eccentricità di 0,1155120, inclinata di 1,94264° rispetto all'eclittica.